# قبر ريدان (حزم العدين)

تعديل مصدري - تعديل

قبر ريدان محلة تابعة لقرية العقبة، التابعة لعزلة الشعاور بمديرية حزم العدين إحدى مديريات محافظة إب في الجمهورية اليمنية، بلغ تعداد سكانها 27 حسب تعداد اليمن لعام 2004.